# CWA New Blood Dagger
De New Blood Dagger is een door de Britse auteursvereniging Crime Writers' Association jaarlijks toegekende onderscheiding voor het eerste boek van auteurs die nog niet eerder een boek hebben gepubliceerd.
De onderscheiding wordt toegekend ter nagedachtenis aan CWA-oprichter John Creasey en stond voorheen bekend als de John Creasey Memorial Award. De toekenning van de onderscheiding geschied door eerdere prijswinnaars. De prijs bestaat uit een versierde dolk en een geldbedrag van £1.000.

## Winnaars

### 2010-2019
- 2010   Ryan David Jahn, De gloed van geweld (Acts of Violence)

### 2000-2009
- 2009   Johan Theorin, Schemeruur (Echoes from the Dead)
- 2008	Matt Rees, Het verraad van Bethlehem (The Bethlehem Murders)
- 2007	Gillian Flynn, Teerbemind (Sharp Objects)
- 2006	Louise Penny, Stilleven (Still Life)
- 2005	Dreda Say Mitchell, Running Hot (niet vertaald)
- 2004	Mark Mills, Amagansett (Amagansett)
- 2003	William Landay, Getto (Mission Flats)
- 2002 	Louise Welsh, De donkere kamer (The Cutting Room)
- 2001 	Susanna Jones, De schokvogel  (The Earthquake Bird)
- 2000 	Boston Teran, God Is a Bullet (niet vertaald)

### 1990-1999
- 1999 	Dan Fesperman, De sluipmoordenaar (Lie in the Dark)
- 1998 	Denise Mina, De kwetsbare getuige (Garnethill)
- 1997 	Paul Johnston, Body Politic (niet vertaald)
- 1996 	geen uitreiking
- 1995 	Janet Evanovich, Grof geld (One for the Money)
- 1994 	Doug J. Swanson, Big Town (niet vertaald)
- 1993 	geen uitreiking
- 1992 	Minette Walters, Het ijshuis (The Ice House)
- 1991 	Walter Mosley, De blauwe duivelin (Devil in a Blue Dress)
- 1990 	Patricia Daniels Cornwell, Fataal weekend (Postmortem)

### 1980-1989
- 1989 	Annette Roome, A Real Shot in the Arm (niet vertaald)
- 1988 	Janet Neel, Death's Bright Angel (niet vertaald)
- 1987 	Denis Kilcommons, Dark Apostle (niet vertaald)
- 1986 	Neville Steed, Tinplate (niet vertaald)
- 1985 	Robert Richards, The Latimer Mercy (niet vertaald)
- 1984 	Elizabeth Ironside, En Boeddha was getuige (A Very Private Enterprise)
- 1983 	Carol Clemeau, The Ariadne Clue (niet vertaald)
- 1983 	Eric Wright, The Night the Gods Smiled (niet vertaald)
- 1982 	Andrew Taylor, Caroline Minuscule (niet vertaald)
- 1981 	James Leigh, The Ludi Victory (niet vertaald)
- 1980 	Liza Cody, Dupe (niet vertaald)

### 1970-1979
- 1979 	David Serafin, Saturday of Glory (niet vertaald)
- 1978 	Paula Gosling, De schietschijf (A Running Duck)
- 1977 	Jonathan Gash, The Judas Pair (niet vertaald)
- 1976 	Patrick Alexander, Dood van een dictator (Death of a Thin-Skinned Animal)
- 1975 	Sara George, Acid Drop (niet vertaald)
- 1974 	Roger L. Simon, De grote gotspe (The Big Fix)
- 1973 	Kyril Bonfiglioli, Don't Point That Thing at Me (niet vertaald)